# Kamerun az 1976. évi nyári olimpiai játékokon
Kamerun a kanadai Montréalban megrendezett 1976. évi nyári olimpiai játékok egyik részt vevő nemzete volt. Az országot az olimpián 1 sportágban 4 sportoló képviselte, akik érmet nem szereztek.
Kamerun a 4. naptól csatlakozott az afrikai országok bojkottjához, és nem vett részt a további versenyeken.

## Cselgáncs
| Versenyző        | Versenyszám  | Csoport | Selejtező         | 32-es főtábla                           | Nyolcaddöntő      | Negyeddöntő       | Elődöntő          | Vigaszág negyeddöntő | Vigaszág elődöntő | Bronz- mérkőzés   | Döntő             | Helyezés    |
| Versenyző        | Versenyszám  | Csoport | Ellenfél Eredmény | Ellenfél Eredmény                       | Ellenfél Eredmény | Ellenfél Eredmény | Ellenfél Eredmény | Ellenfél Eredmény    | Ellenfél Eredmény | Ellenfél Eredmény | Ellenfél Eredmény | Helyezés    |
| ---------------- | ------------ | ------- | ----------------- | --------------------------------------- | ----------------- | ----------------- | ----------------- | -------------------- | ----------------- | ----------------- | ----------------- | ----------- |
| Emmanuel Abolo   | Könnyűsúly   | B       |                   | Héctor Rodríguez (CUB) · nem vett részt | kiesett           | kiesett           | kiesett           |                      |                   |                   |                   | helyezetlen |
| Emmanuel Ndoumbe | Váltósúly    | B       |                   | Lamine Wade (SEN) · nem vett részt      | kiesett           | kiesett           | kiesett           |                      |                   |                   |                   | helyezetlen |
| Christop Tchagou | Középsúly    | B       |                   | Jurek Jatowitt (AUT) · nem vett részt   | kiesett           | kiesett           | kiesett           |                      |                   |                   |                   | helyezetlen |
| Henr Lobe        | Félnehézsúly | A       | erőnyerő          | Abdoulaye Djiba (SEN) · nem vett részt  | kiesett           | kiesett           | kiesett           |                      |                   |                   |                   | helyezetlen |

## Kerékpározás

### Országúti kerékpározás
Férfi
| Versenyző                                           | Versenyszám     | Idő           | Helyezés      |
| --------------------------------------------------- | --------------- | ------------- | ------------- |
| Joseph Kono Maurice Moutat Henri Mveh Nicolas Owona | Csapat időfutam | nem ért célba | nem ért célba |

## Ökölvívás
| Versenyző        | Versenyszám | Selejtező                            | 32-es főtábla                     | Nyolcaddöntő                          | Negyeddöntő       | Elődöntő          | Döntő             | Helyezés    |
| Versenyző        | Versenyszám | Ellenfél Eredmény                    | Ellenfél Eredmény                 | Ellenfél Eredmény                     | Ellenfél Eredmény | Ellenfél Eredmény | Ellenfél Eredmény | Helyezés    |
| ---------------- | ----------- | ------------------------------------ | --------------------------------- | ------------------------------------- | ----------------- | ----------------- | ----------------- | ----------- |
| Samuel Meck      | Harmatsúly  | Tumat Sogolik (PNG) · nem vett részt | kiesett                           | kiesett                               | kiesett           | kiesett           | kiesett           | helyezetlen |
| David Oleme      | Könnyűsúly  | erőnyerő                             | Yves Jeudy (HAI) · nem vett részt | kiesett                               | kiesett           | kiesett           | kiesett           | helyezetlen |
| Jean-Marie Emebe | Középsúly   |                                      | erőnyerő                          | Michael Spinks (USA) · nem vett részt | kiesett           | kiesett           | kiesett           | helyezetlen |